# Thai Premier League 2013
La Thai Premier League 2013 è la 17ª edizione del massimo campionato di calcio thailandese. La stagione è iniziata il 2 marzo 2013. Il Muangthong United Football Club era la squadra campione in carica.

## Formula
Le 18 squadre si affrontano in un girone di andata e ritorno per un totale di 34 partite.
Le ultime tre sono retrocesse in Thai Division 1 League, la serie B thailandese.

## Squadre partecipanti
| Club                 | Città           | Stadio                     |
| -------------------- | --------------- | -------------------------- |
| Army Utd             | Bangkok         | Thai Army Sports stadium   |
| Bangkok Glass        | Pathumthani     | Leo Stadium                |
| Bangkok Utd          | Bangkok         | Thai-Japanese Stadium      |
| BEC Tero Sasana      | Bangkok         | Thephasadin Stadium        |
| Buriram Utd          | Buri Ram        | Thunder Castle Stadium     |
| Chainat              | Chainat         | Khao Plong Stadium         |
| Chiangrai Utd        | Chiang Rai      | Thaicom Stadium            |
| Chonburi             | Chonburi        | Chonburi Stadium           |
| Muangthong Utd       | Nonthaburi      | Yamaha Stadium             |
| Osotspa Saraburi     | Saraburi        | Saraburi Stadium           |
| Pattaya Utd          | Chonburi        | IPE Chonburi Stadium       |
| Police Utd           | Pathumthani     | Thammasat Stadium          |
| Ratchaburi Mitr Phol | Ratchaburi      | Ratchaburi Stadium         |
| Samut Songkhram      | Samut Songkhram | Samut Songkhram Stadium    |
| Sisaket              | Sisaket         | Sri Nakhon Lamduan Stadium |
| Suphanburi           | Suphanburi      | Suphanburi Stadium         |
| TOT                  | Nonthaburi      | Yamaha Stadium             |
| Wuachon United       | Songkhla        | Tinsulanon Stadium         |

## Classifica
|                       | Pos. | Squadra              | Pt | G  | V  | N  | P  | GF | GS | DR  |
| --------------------- | ---- | -------------------- | -- | -- | -- | -- | -- | -- | -- | --- |
| Thailandia (bandiera) | 1.   | Buriram Utd          | 78 | 32 | 23 | 9  | 0  | 73 | 23 | +50 |
|                       | 2.   | Muangthong Utd       | 71 | 32 | 21 | 8  | 3  | 61 | 33 | +28 |
|                       | 3.   | Chonburi             | 62 | 32 | 18 | 8  | 6  | 61 | 35 | +26 |
|                       | 4.   | Suphanburi           | 51 | 32 | 14 | 9  | 9  | 40 | 31 | +9  |
|                       | 5.   | Bangkok Glass        | 50 | 32 | 14 | 8  | 10 | 40 | 31 | +9  |
|                       | 6.   | Army Utd             | 48 | 32 | 13 | 9  | 10 | 48 | 40 | +8  |
|                       | 7.   | BEC Tero Sasana      | 48 | 32 | 13 | 9  | 10 | 56 | 49 | +7  |
|                       | 8.   | Osotspa Saraburi     | 39 | 32 | 9  | 12 | 11 | 38 | 43 | -5  |
|                       | 9.   | Police Utd           | 38 | 32 | 9  | 11 | 12 | 40 | 37 | +3  |
|                       | 10.  | Chainat              | 38 | 32 | 10 | 8  | 14 | 42 | 43 | -1  |
|                       | 11.  | Chiangrai Utd        | 34 | 32 | 8  | 10 | 14 | 32 | 45 | -13 |
|                       | 12.  | Wuachon United       | 32 | 32 | 7  | 11 | 14 | 30 | 47 | -17 |
|                       | 13.  | Bangkok Utd          | 31 | 32 | 8  | 7  | 17 | 38 | 61 | -23 |
|                       | 14.  | TOT                  | 31 | 32 | 8  | 7  | 17 | 27 | 54 | -27 |
|                       | 15.  | Ratchaburi Mitr Phol | 30 | 32 | 6  | 12 | 14 | 31 | 39 | -8  |
|                       | 16.  | Samut Songkhram      | 30 | 32 | 6  | 12 | 14 | 22 | 41 | -19 |
|                       | 17.  | Pattaya Utd          | 29 | 32 | 9  | 2  | 21 | 39 | 66 | -27 |
|                       | -    | Sisaket              | -  | -  | -  | -  | -  | -  | -  | -   |

Legenda:

      Campione della Thailandia e ammessa alla AFC Champions League 2014

      Ammessa alla AFC Champions League 2014

      Retrocessa in Thai Division 1 League 2014

      Esclusa

Note:
Tre punti a vittoria, uno a pareggio, zero a sconfitta.

## Statistiche

### Capocannonieri
| Pos. | Giocatore          | Squadra          | Goal |
| ---- | ------------------ | ---------------- | ---- |
| 1    | Carmelo González   | Buriram Utd      | 23   |
| 2    | Cleiton Silva      | BEC Tero Sasana  | 18   |
| 3    | Teerasil Dangda    | Muangthong Utd   | 15   |
| 4    | Javier Patiño      | Buriram Utd      | 14   |
| 5    | Thiago Cunha       | Chonburi         | 13   |
| 6    | Mario Gjurovski    | Muangthong Utd   | 12   |
| 7    | Aron da Silva      | Army Utd         | 11   |
| 7    | Sumanya Purisai    | Chainat          | 11   |
| 9    | Dragan Boškovic    | Suphanburi       | 10   |
| 9    | Dagno Siaka        | Muangthong Utd   | 10   |
| 9    | Chananan Pombuppha | Osotspa Saraburi | 10   |

### Triplette
| Giocatore          | per              | contro           | Risultato | Data       |
| ------------------ | ---------------- | ---------------- | --------- | ---------- |
| Carmelo González   | Buriram Utd      | Wuachon United   | 6–1       | 6-4-2013   |
| Sompong Soleb      | Bangkok Utd      | Pattaya Utd      | 4–0       | 27-4-2013  |
| Ronnachai Rangsiyo | Bangkok Utd      | Chainat          | 3–2       | 29-5-2013  |
| Michaël Murcy      | Police Utd       | Bangkok Glass    | 5–0       | 3-8-2013   |
| Chananan Pombuppha | Osotspa Saraburi | TOT              | 4–0       | 4-8-2013   |
| Cleiton Silva      | BEC Tero Sasana  | TOT              | 5–0       | 14-8-2013  |
| Yannick Mbengono   | Chainat          | BEC Tero Sasana  | 4–2       | 21-8-2013  |
| Carmelo González4  | Buriram Utd      | Samut Songkhram  | 5–1       | 25-8-2013  |
| Teerasil Dangda    | Muangthong Utd   | Osotspa Saraburi | 3–1       | 5-10-2013  |
| Sumanya Purisai    | Chainat          | Suphanburi       | 3–0       | 19-10-2013 |

- 4 Giocatore segna 4 goal